# Dryopteris setosa
Dryopteris setosa là một loài thực vật có mạch trong họ Dryopteridaceae. Loài này được (Thunb.) Akas. miêu tả khoa học đầu tiên năm 1959.